# Ranunculus migaricus
Ranunculus migaricus är en ranunkelväxtart som beskrevs av Kemul.-nath. och Chinth.. Ranunculus migaricus ingår i släktet ranunkler, och familjen ranunkelväxter. Inga underarter finns listade i Catalogue of Life.